# SOUND STORAGE
『SEIKO SOUND STORAGE』（セイコー サウンドストレージ）は、2018年4月7日（6日深夜）から2020年9月25日までJ-WAVEで放送されていたラジオ番組である。セイコーの一社提供。

## 概要
毎月1組のミュージシャンやスポーツ選手などをゲストに迎え、彼らに自らの音楽遍歴を1か月かけて紹介してもらっていた番組。ナビゲーターは佐藤千亜妃が務めていた。

## マンスリーゲスト一覧
| 出演月     | マンスリーゲスト               |
| ---------- | ------------------------------ |
| 2018年4月  | JUJU                           |
| 2018年5月  | 太田雄貴                       |
| 2018年6月  | Chara                          |
| 2018年7月  | 畠山愛理                       |
| 2018年8月  | 森山直太朗                     |
| 2018年9月  | スキマスイッチ                 |
| 2018年10月 | 高橋幸宏                       |
| 2018年11月 | 岡島秀樹                       |
| 2018年12月 | 矢野顕子                       |
| 2019年1月  | 斉藤和義                       |
| 2019年2月  | ディーン・フジオカ             |
| 2019年3月  | 藤巻亮太                       |
| 2019年4月  | スガシカオ                     |
| 2019年5月  | 家入レオ                       |
| 2019年6月  | 井上芳雄                       |
| 2019年7月  | 藤井フミヤ                     |
| 2019年8月  | 平原綾香                       |
| 2019年9月  | KREVA                          |
| 2019年10月 | CHEMISTRY                      |
| 2019年11月 | AI                             |
| 2019年12月 | 山本彩                         |
| 2020年1月  | THE BAWDIES                    |
| 2020年2月  | SCANDAL                        |
| 2020年3月  | iri                            |
| 2020年4月  | レキシ                         |
| 2020年5月  | flumpool                       |
| 2020年6月  | DAOKO                          |
| 2020年7月  | クレイジーケンバンド           |
| 2020年8月  | 安藤裕子                       |
| 2020年9月  | 佐藤千亜妃（番組ナビゲーター） |

## 放送時間
以下の時間はすべて日本標準時に基づく。
- 土曜 0:00 - 0:30 = 金曜 24:00 - 24:30（2018年4月7日 - 2019年9月28日）
- 金曜 22:00 - 22:30（2019年10月4日 - 2020年9月25日）